# Potamonautes raybouldi
Potamonautes raybouldi is een krabbensoort uit de familie van de Potamonautidae. De wetenschappelijke naam van de soort is voor het eerst geldig gepubliceerd in 2004 door Cumberlidge & Vannini.